# Consommation de médicaments
La consommation de médicaments, prise de médicaments ou administration de médicaments correspond à l'acte de s'administrer une substance médicamenteuse, le plus souvent dans le cadre d'un traitement ordonné par un médecin (médication), mais aussi dans une démarche thérapeutique autonome (automédication), ou, parfois, dans un but suicidaire.

## Par âge de la vie

### Chez les personnes âgées
,,,,,,,,,,,,

### Pendant la grossesse
,,

## Par type de médicament

### Antidépresseurs
La source des données ci-dessous est le rapport statistique de l'OCDE 2018, publié par l'OCDE en juin 2018 et mis à jour le 8 novembre 2018.
L'unité de mesure de l'OCDE est la « dose quotidienne définie » (DQD), définie comme « dose d'entretien moyenne supposée par jour pour un médicament utilisé dans ses principales indications chez l'adulte ». Les sources utilisées par l'OCDE sont le plus souvent les ministères de la santé dans chaque pays. De plus amples détails sur les définitions, les sources et la méthodologie par pays sont indiqués sur le site de l'OCDE.
| Pays             | Dose quotidienne définie pour 1 000 habitants par jour. | Année | Y compris distribués à l'hôpital | Y compris non remboursés. | Y compris en vente libre | notes       |
| ---------------- | ------------------------------------------------------- | ----- | -------------------------------- | ------------------------- | ------------------------ | ----------- |
| Islande          | 141,4                                                   | 2017  | Oui                              | Oui                       | Oui                      |             |
| Australie        | 106,7                                                   | 2016  | Non                              | Oui                       | Non                      |             |
| Portugal         | 103,6                                                   | 2017  | Non                              | Oui                       | Oui                      |             |
| Royaume-Uni      | 100,1                                                   | 2016  | Non                              | Non                       | -                        |             |
| Canada           | 99,6                                                    | 2017  | Non                              | Non                       | voir note                | [ note 4 ]  |
| Suède            | 96,8                                                    | 2017  | Oui                              | Oui                       | Oui                      |             |
| Belgique         | 79                                                      | 2016  | Non                              | Non                       | Non                      |             |
| Danemark         | 77                                                      | 2015  | Oui                              | Oui                       | Oui                      |             |
| Espagne          | 75,5                                                    | 2016  | Non                              | Non                       | Non                      |             |
| Nouvelle-Zélande | 72,8                                                    | 2014  | -                                | -                         | -                        | [ note 6 ]  |
| Finlande         | 67,6                                                    | 2016  | Oui                              | Oui                       | Oui                      |             |
| Autriche         | 60,5                                                    | 2016  | Non                              | voir note                 | Non                      |             |
| Slovénie         | 58,6                                                    | 2016  | Non                              | voir note                 | voir note                |             |
| Norvège          | 57,1                                                    | 2017  | Oui                              | Oui                       | Oui                      |             |
| Tchéquie         | 57,1                                                    | 2016  | Oui                              | Oui                       | Oui                      |             |
| Allemagne        | 56,5                                                    | 2016  | Non                              | voir note                 | Non                      |             |
| Luxembourg       | 52,7                                                    | 2017  | Non                              | Non                       | Non                      | [ note 4 ]  |
| France           | 49,8                                                    | 2009  | Oui                              | Oui                       | Non                      |             |
| Israël           | 49,2                                                    | 2017  | Non                              | Non                       | Non                      |             |
| Grèce            | 48,1                                                    | 2015  | Non                              | Non                       | Non                      | [ note 6 ]  |
| Pays-Bas         | 46,1                                                    | 2016  | Non                              | Non                       | Non                      |             |
| Chili            | 41,4                                                    | 2017  | Oui                              | -                         | Oui                      |             |
| Turquie          | 41                                                      | 2016  | Non                              | Oui                       | voir note                |             |
| Italie           | 40,3                                                    | 2017  | -                                | Non                       | Non                      | [ note 15 ] |
| Slovaquie        | 38,9                                                    | 2016  | Oui                              | Oui                       | Oui                      |             |
| Hongrie          | 28,8                                                    | 2017  | Non                              | Non                       | Non                      |             |
| Estonie          | 28,8                                                    | 2017  | Oui                              | Oui                       | Oui                      |             |
| Corée du Sud     | 19,9                                                    | 2016  | Oui                              | Oui                       | Oui                      |             |
| Lettonie         | 13,3                                                    | 2016  | -                                | -                         | -                        |             |

### Antibiotiques
| Rang | Pays        | Dose quotidienne définie pour 1 000 habitants par jour. | Dose quotidienne définie pour 1 000 habitants par jour. | Dose quotidienne définie pour 1 000 habitants par jour. |
| Rang | Pays        | 2000                                                    | 2010                                                    | 2016                                                    |
| ---- | ----------- | ------------------------------------------------------- | ------------------------------------------------------- | ------------------------------------------------------- |
| 1    | Grèce       | 31,7                                                    | 39,4                                                    | 36,3                                                    |
| 2    | Chypre      | -                                                       | 31                                                      | 33,0                                                    |
| 3    | France      | 33,4                                                    | 28,2                                                    | 30,3                                                    |
| 4    | Belgique    | 25,3                                                    | 28,4                                                    | 27,5                                                    |
| 5    | Italie      | 24,0                                                    | 27,4                                                    | 26,9                                                    |
| 6    | Pologne     | 22,6                                                    | 21,0                                                    | 24,0                                                    |
| 7    | Espagne     | 19,0                                                    | 20,3                                                    | 23,0                                                    |
| 8    | Bulgarie    | 20,2                                                    | 18,2                                                    | 19,8                                                    |
| 9    | Royaume-Uni | 14,3                                                    | 18,6                                                    | 19,6                                                    |
| 10   | Allemagne   | 13,6                                                    | 14,9                                                    | 14,1                                                    |
| 11   | Suède       | 15,5                                                    | 14,2                                                    | 12,0                                                    |
| 12   | Pays-Bas    | 9,8                                                     | 11,2                                                    | 10,4                                                    |

## Par pays

### Liste
| 1  | Grèce            | -     | 751,5 |
| 2  | Belgique         | 645,2 | 736,2 |
| 3  | Tchéquie         | 568,8 | 692,1 |
| 4  | Canada           | 561,8 | 647,9 |
| 5  | Suisse           | 500,7 | 646,6 |
| 6  | Corée du Sud     | 487,7 | 634   |
| 7  | Allemagne        | 451,5 | 596,6 |
| 8  | Islande          | 591,8 | 584,2 |
| 9  | Irlande          | 529,1 | 554,8 |
| 10 | Slovaquie        | 412,1 | 547,9 |
| 11 | Italie           | 433,1 | 536,6 |
| 12 | Danemark         | 502,7 | 527,7 |
| 13 | Japon            | 474,1 | 517,7 |
| 14 | Norvège          | 399,8 | 501,5 |
| 15 | France           | 497,1 | 502   |
| 16 | Suède            | 426   | 488,4 |
| 17 | Finlande         | 391,5 | 484,9 |
| 18 | Royaume-Uni      | 298,5 | 427,7 |
| 19 | Portugal         | 491,4 | 427,4 |
| 20 | Estonie          | 284,6 | 426,3 |
| 21 | Luxembourg       | 432,5 | 420,3 |
| 22 | Australie        | 296   | 415,3 |
| 23 | Lettonie         | 270,4 | 412,1 |
| 24 | Slovénie         | 362,9 | 407,1 |
| 25 | Espagne          | 391   | 403,8 |
| 26 | Hongrie          | 394   | 370,2 |
| 27 | Pays-Bas         | 367,3 | 337,9 |
| 28 | Turquie          | 231,6 | 230,6 |
| 29 | Chili            | 134,5 | 197,4 |
| 30 | Nouvelle-Zélande | 115   | 179   |
| 31 | Mexique          | 109,3 | 90,7  |

### Canada
,,,,,,,,,,

### France
,

## Risques

### Surconsommation
La surconsommation de médicaments ou surmédication désigne, d'un point de vue médical et sociétal, le fait qu'un individu ou une collectivité prenne une médication de façon excessive ou non nécessaire. Selon les critères d'évaluation de l'Organisation mondiale de la santé, la surconsommation de médicaments est liée avec un usage incorrect des médicaments, ce qui se manifeste sous la forme d’une consommation exagérée, insuffisante ou erronée des médicaments sur prescription ou en vente libre.
Le sujet de la surconsommation de médicaments est généralement étudié au travers de la dispensation de médicaments comme les antibiotiques, les antidépresseurs, psychotropes et anxiolytiques.
Dans un rapport sur la santé dans le monde en 2010 et sur l'usage rationnel des médicaments, l'Organisation mondiale de la santé rapporte que 50 % des médicaments ne sont pas prescrits, délivrés ou vendus comme il convient.
Les médecins qui prescrivent les médicaments et les pharmaciens qui les délivrent sont les principaux leviers pour assurer le bon usage des médicaments, en apportant les conseils nécessaires et en ne prescrivant/délivrant que les médications adaptées.
La déprescription correspond à la réduction de la dose et/ou l'arrêt des médicaments qui peuvent nuire, qui peuvent ne plus de fournir de bénéfice, ou être considérés comme inappropriés.

### Dépendance
La dépendance aux médicaments est une forme extrême d’addiction. Les médicaments psycholeptiques, particulièrement les narcotiques, les antidépresseurs, les neuroleptiques, les stimulants dopaminergiques et les benzodiazépines présentent un risque de dépendance physique et psychique. Il s’agit de l'extrême difficulté ou de l'impossibilité pour un patient de baisser ou d'arrêter la prise d’un médicament ou bien de prendre une dose plus forte que celle prescrite afin d’obtenir l’effet souhaité. On parle aussi de toxicomanie médicamenteuse. Cet état peut être un résultat direct du traitement, dans le cas où l'apport bénéfique de la médication est plus important que son effet addictogène ; il peut cependant aussi résulter d'une utilisation abusive, détournée et récréative.
La toxicomanie médicamenteuse est une cause de mortalité souvent égale ou supérieure à la toxicomanie illégale dans les pays développés : les somnifères et anxiolytiques (bien que souvent mêlés à une consommation simultanée d'alcool) sont associés à une surmortalité de 320 000 à 507 000 personnes aux États-Unis en 2010, soit du même ordre de grandeur que le tabac (480 000 morts en 2010).
De même, 49 000 Américains sont morts d'overdose aux opioïdes en 2017, dont la majorité avait découvert les narcotiques via des médicaments produits légalement par l'industrie pharmaceutique. Voir l'article Crise des opioïdes.

### Erreur
Selon l'Association pour l'assurance qualité thérapeutique et l'évaluation (AAQTE), l’erreur médicamenteuse (EM) est « un événement iatrogène médicamenteux (EIM) évitable, résultant d’un dysfonctionnement non intentionnel dans l’organisation de la prise en charge thérapeutique médicamenteuse du patient.
De tels événements peuvent s’avérer secondaires à plusieurs actions ou situations : 
- la prescription
- la communication des ordonnances
- l’étiquetage des médicaments, leur emballage et leur dénomination
- leur préparation, leur délivrance et leur dispensation
- leur administration par un professionnel de santé
- l’information et l’éducation du patient
- le suivi thérapeutique ainsi que les modalités d’utilisation. »